# European Innovation Council
Der European Innovation Council (EIC) ist eine Fördergesellschaft der Europäischen Union, die ausgesuchte Forschungsprojekte und Deep-Tech-basierte Start-ups sowie kleine und mittlere Unternehmen fördert. Der EIC agiert unter dem Dach der Exekutivagentur für kleine und mittlere Unternehmen (EISMEA) und bezieht aus dem Förderprogramm Horizont Europa ein Budget von 10 Milliarden Euro zur Verfügung.
Über den EIC Scaling Club wurde eine Community von über 100 europäischen wachstumsstarken Deep-Tech-Unternehmen und ihren Partnern ausgewählt. Der Club bindet Unternehmen in ein europaweites Netzwerk von Scalern ein, um ihre Erfahrungen auszutauschen und sich auf europäischer Ebene bekannt zu machen. Es bietet den teilnehmenden Unternehmen maßgeschneidertes Mentoring und Zugang zu Geschäftspartnern wie Unternehmen und Investoren.
Die über 100 teilnehmenden Unternehmen stammen aus dem Portfolio der EIC-Preisträger und anderer nationaler und europäischer Innovationsprogramme. Unternehmen werden auf der Grundlage der transformativen Lösung ihrer Deep-Technologien anhand von Marktchancen, wie Nachhaltigkeit (Klima und Energie), Digitalität, Gesundheit usw. und ihrer Wachstumsleistung ausgewählt.

## Förderung
Der EIC fördert:
- Verbesserte Vernetzung und Peer-Austausch zwischen Europas Deep-Tech-Gründern und CEOs.
- Erleichterter Zugang zu strategischen Partnern wie Unternehmen sowie öffentlichen und privaten Investoren.
- Verbesserte Kenntnisse und Fähigkeiten der Managementteams.
- Beschleunigtes Wachstum der beteiligten Unternehmen im Hinblick auf neue Investitionen, Partner und geschaffene Arbeitsplätze.
- Unterstützte Unternehmen können sich als erfolgreiche und schnell wachsende nachhaltige Zukunftsmarktführer positionieren.
- Ein gestärktes Image der europäischen Scaleup-Szene.

Die Förderung durch den EIC erfolgt durch:
- Der EIC Scaling Club bindet die ausgewählten Unternehmen in ein engagiertes Netzwerk von mindestens 400 erstklassigen Ökosystemakteuren ein, bestehend aus:
- 100 aktivste Investoren, darunter Risikokapital-, Wachstums- und Staatsfonds,
- 100 relevanteste Unternehmen mit ihren Innovations-, Venture- oder Entwicklungseinheiten,
- 100 Agenturen, Cluster und Medien, die Scale-ups in Mitgliedstaaten, Regionen oder Sektoren fördern, und
- 100 unabhängige Mentoren mit Erfahrung und Beziehungen auf Scale-up-Board-Ebene.

Dies erleichtert teilnehmenden Unternehmen den Aufbau und die Pflege von Beziehungen zu strategischen Partnern und wichtigen europäischen Institutionen. Der Schwerpunkt der bereitgestellten Mentoring-Unterstützung und des Partner-Matchings liegt auf der Weiterentwicklung der Unternehmensstrategien der Unternehmen, der Kontaktaufnahme mit strategischen Investoren und Partnern sowie deren internationaler Expansion.